# И-5
И-5 от «истребитель пятый» (ВТ-11) — советский истребитель-полутораплан «лёгкий манёвренный» смешанной дерево-металло-полотняной конструкции. Спроектирован и построен в 1929 году коллективом заключённых конструкторов и инженеров под совместным руководством авиаконструкторов Дмитрия Павловича Григоровича и Николая Николаевича Поликарпова в «Центральном конструкторском бюро — 39» ОГПУ имени В. Р. Менжинского в Бутырской тюрьме в Москве. Проектные работы и постройка осуществлялись по заданию Военно-воздушных сил РККА и под контролем Коллегии ОГПУ. Первый полёт — 30 апреля 1930 года. Состоял на вооружении строевых лётных частей Военно-воздушных сил РККА с 1931 по 1942 год. Серийно производился с 1931 по 1934 год, основной тип боевого самолёта в истребительной авиации этих лет. Всего было построено 816 машин, включая прототипы.

## Проектная и исполнительная организация
Проектирование и постройка истребителя И-5 под первоначальным обозначением самолёт «Внутренняя тюрьма — 11» («ВТ-11») осуществлялись в «Центральном конструкторском бюро — 39» в Москве по заданию руководства Военно-воздушными силами РККА и под контролем Коллегии ОГПУ.
Полная аббревиатура организации: «ЦКБ-39 ОГПУ имени В. Р. Менжинского».
ЦКБ-39 — московская авиационная проектная организация под патронажем Коллегии ОГПУ, где осуществлялись проектирование и опытное самолётостроение.
Основными целями создания ЦКБ-39 были концентрация инженерно-технических кадров, устранение мелкой раздробленности конструкторских работ и, на его базе — осуществление широкой программы разработки и выпуска новых самолётов в СССР.
Идея создания ЦКБ-39 принадлежала руководителю ОГПУ В. Р. Менжинскому. Предполагалось, что конструирование самолётов заключёнными инженерами сэкономит стране значительные финансовые средства.
Проектно-конструкторское работы были начаты в декабре 1929 года в стенах Бутырской тюрьмы. С января 1930 года, когда встал вопрос о необходимости создания опытного образца истребителя, весь коллектив под охраной ОГПУ был размещён на территории Государственного авиационного завода № 39 им. Менжинского подле Центрального аэродрома, где была организована своеобразная «внутренняя тюрьма». Собственно с этого момента ОКБ состоящее из заключённых и получило название «ЦКБ-39 ОГПУ им. Менжинского».
Инженерам и конструкторам предоставлялись питание (включая белый хлеб, сахар и сливочное масло), сигареты, папиросы и табак, одежда и обувь, постель, помещения для сна и работы, необходимые для конструкторской и инженерной деятельности инструменты и принадлежности. Обязательные ежедневные прогулки.
Возглавляли работы над проектом истребителя ведущие авиаконструкторы Д. П. Григорович и Н. Н. Поликарпов, арестованные как «вредители» по обвинению по 58 статье УК РСФСР в вредительстве.
Коллектив ЦКБ — 20 заключённых; «вредители» и «враги народа» — авиаконструкторы и инженеры высокой квалификации. Рядом с заключёнными инженерами, и чаще всего в подчинении у них трудилось значительно число вольнонаёмных инженеров (С. М. Данскер), техников и рабочих.

## Проект и разработка
Истребитель-полутораплан И-5 лёгкий манёвренный проектировался в 1929—1930 годах под совместным руководством советских авиаконструкторов Николая Николаевича Поликарпова и Дмитрия Павловича Григоровича в ЦКБ-39 ОГПУ имени В. Р. Менжинского по заданию руководства Военно-воздушными силами РККА и под контролем Коллегии ОГПУ.
В. Л. Корвин-Кербер вспоминал: 30 ноября 1929 года всех заключённых конструкторов и инженеров собрали в помещении бывшей Бутырской тюремной церкви.
...появился заместитель начальника ВВС тов. Я.И. Алкснис. Он объявил задание: спроектировать, а затем построить истребитель под мотор «Юпитер», но такой, который превзойдёт любой из имеющихся на вооружении капиталистических стран, как по скорости, так по скороподъёмности и вооружению. Нужны два пулемёта, стреляющие через винт, и желательно предусмотреть ещё два, а также фотоустановку и бомбодержатели для четырёх бомб по 25 кг. Проект должен быть выполнен в рекордно короткий срок, и чертежи готовы для производства к концу марта. Тогда же должен быть представлен макет. На рассмотрение Научно-технического комитета проект передаваться не будет. Главным конструктором назначался Григорович, его заместителем — Поликарпов
Конструктивно самолёт повторял схему и размеры советского истребителя И-6.
Опытный самолёт «истребитель пятый» И-5 был выпущен в трёх вариантах.

### Первый прототип — самолёт «Внутренняя тюрьма — 11»
Всего было спроектировано 13 вариантов истребителя, отличавшихся друг от друга в деталях (различные двигатели, вооружение, наличие или отсутствие обтекателя двигателя и т. д.). Первый прототип самолёта, известный как «Внутренняя тюрьма — 11» (ВТ-11) получил своё название по номеру варианта проекта, утверждённого коллективом конструкторов для постройки опытного образца. Почти одновременно по другим вариантам строились ещё два опытных самолёта.
Самолёт оснащался двигателем «Бристоль Юпитер VII» (высотный).
Самолёт впервые взлетел 29 апреля 1930 года. Испытательный полёт осуществил пилот Бенедикт Бухольц.

### Второй прототип — самолёт «Клим Ворошилов»
На втором прототипе — самолёте «Клим Ворошилов» (строился по 13 варианту проекта, но из суеверных соображений не получил названия ВТ-13), — устанавливался двигатель Юпитер VI (невысотный). Стал эталоном для первых серий И-5, выпущенных заводами № 1 и № 39.

### Третий прототип — самолёт «Подарок XVI партсъезду»
На третьем прототипе — самолёте «Подарок XVI партсъезду», — был установлен советский высотный двигатель «мотор пятнадцатый» М-15 (2-М15) конструкции советских инженеров А. А. Бессонова и Н. П. Островского. Авиадвигатель представлял собой глубокую модификацию американского двигателя Pratt & Whitney R-1690 Hornet.
Третий самолёт отличался от первых двух капотом двигателя, полностью закрывавшим цилиндры двигателя. Первый полёт третьего прототипа — самолёта «Подарок XVI партсъезду» состоялся 1 июля 1930 года.
Прототипы не имели обтекателей колёс, которыми позже оснащались серийные машины.
В августе-сентябре 1930 года была выпущена установочная войсковая серия — 7 боевых истребителей И-5.

## Серийное производство[2]
Поскольку завод № 21, где планировалось серийное производство истребителя И-5, только строился, массовое производство было начато только в конце 1932 года.
Вариант экспериментального самолёта с двигателем М-15 не нашёл применения.
На серийные машины устанавливался авиадвигатель советского производства М-22 мощностью 480 л. с.
Основная серия истребителей вооружалась двумя синхронными пулемётами советского производства «пулемёт воздушный» ПВ-1 с боезапасом 1200 патронов.
При установке подкрыльевых бомбодержателей истребитель И-5 мог нести до 40 кг авиабомб.
На десяти серийных самолётах И-5 было установлено 4 пулемёта ПВ-1 с боезапасом 4000 патронов.
На 1 августа 1933 года И-5 был самым дорогим советским истребителем и стоил 56,4 тыс. рублей по сравнению с 38,5 — И-4 и 50 — И-7.
| завод / годы | 1930 | 1931 | 1932 | 1933 | 1934 | Всего |
| ------------ | ---- | ---- | ---- | ---- | ---- | ----- |
| завод № 39   | 8*   | 4    | -    | -    | -    | 12    |
| завод № 1    | -    | 66   | 76   | -    | -    | 142   |
| завод № 21   | -    | -    | 10   | 321  | 330  | 661   |
| Всего        | 8    | 70   | 86   | 321  | 330  | 815   |

*Без учета 3 прототипов (ВТ-11, «Клим Ворошилов» и № 3 «Подарок XVI партсъезду»)

## Модификации
- И-5 УТИ-1 учебный — кабина пилота сдвинута вперёд и за ней установлено второе сидение с управлением для дублёра. Был переделан из обычного серийного самолёта в учебный двухместный в 1934 году. В серии переоборудовано 20 машин для учебных нужд.
- И-5 бис — улучшенный вариант И-5. Государственные испытания не прошёл, однако многие из улучшений, предложенных в этой модификации, были внедрены на серийных И-5 без изменения в наименовании самолёта.

## История применения
Лёгкий манёвренный истребитель-полутораплан И-5 состоял на вооружении ВВС СССР с 1932 по 1939 год. Некоторые И-5 использовались в авиаклубах для обучения будущих лётчиков.
С началом Великой Отечественной войны в боевых частях РККФ стала остро ощущаться нехватка самолётов в связи с их высокими потерями. В результате несколько самолётов И-5 использовались в качестве лёгкого штурмовика и ночного бомбардировщика. Устаревшие самолёты также были направлены из лётных школ в боевые части для пополнения парка Военно-воздушных сил РККА.
Лёгкий манёвренный истребитель И-5 принимал участие в боях в составе частей: в 11 авиационном полку ВВС Черноморского Флота, во 2-м штурмовом авиаполку ВВС 5 ОА — в Крыму с октября 1941 по январь 1942 годов; в 604 и 605 истребительных авиаполках — использовался для штурмовок до января 1942 года.. По воспоминаниям маршала авиации С. И. Руденко, в 1941 году самолёт применялся на советско-германском фронте в составе ночных бомбардировочных полков.

## Описание конструкции
Одноместный полутораплан с нижним крылом короче верхнего.
Имел неубирающееся в полёте шасси и хвостовую опору — С-образный костыль.
Конструкции планера смешанная: фюзеляж — ферменный, сварной из стальных труб как и рама двигателя. Форма планера создавалась лёгким набором дюралевых рамок и стрингеров, поддерживающих полотняную обтяжку.
Рама с двумя колёсами крепится к нижней части фюзеляжа. Колёса велосипедного типа со спицами или тарелки с резиновым ободом.
Конструкция шасси и хвостовой костыль позволяют самолёту взлетать и садится на твёрдый грунт. Зимой возможна замена колёс на лыжи и взлёт и посадка на неглубокий снежный покров.
Лыжи деревянные, сложносоставные клеенные, свободного качения в продольной плоскости, съёмные.
Крылья — двухлонжеронные; стойки коробки крыльев — дюралюминиевые каплевидные трубы. Оперение — дюралюминиевое с полотняной обтяжкой.
Винт деревянный тянущий двухлопастной неизменяемого фиксированного шага.
За счёт применения комбинированных лёгких материалов снижался вес конструкции, а полотняная обшивка придавала хорошие аэродинамические качества планеру в полёте.
В условиях дефицита алюминия в СССР конструкция самолёта была простой и недорогой в производстве и ремонтнопригодной в полевых условиях. Однако эти же качества ухудшали живучесть самолёта в бою и вели к высоким потерям боевых машин в воздухе.

## ЛТХ
Технические характеристики
- Экипаж: 1
- Длина: 6,78 м
- Размах крыла: 10,24 м
- Высота:
- Площадь крыла: 21,25 м²
- Масса снаряжённого: 934 кг
- Максимальная взлётная масса: 1355 кг
- Силовая установка: 1 × ПД М-22
- Мощность двигателей: 1 × 480 л.с. (1 × 358 кВт)

Лётные характеристики
- Максимальная скорость: 278 км/ч
- Практическая дальность: 560 км
- Практический потолок: 7500 м